# Islam en Iran

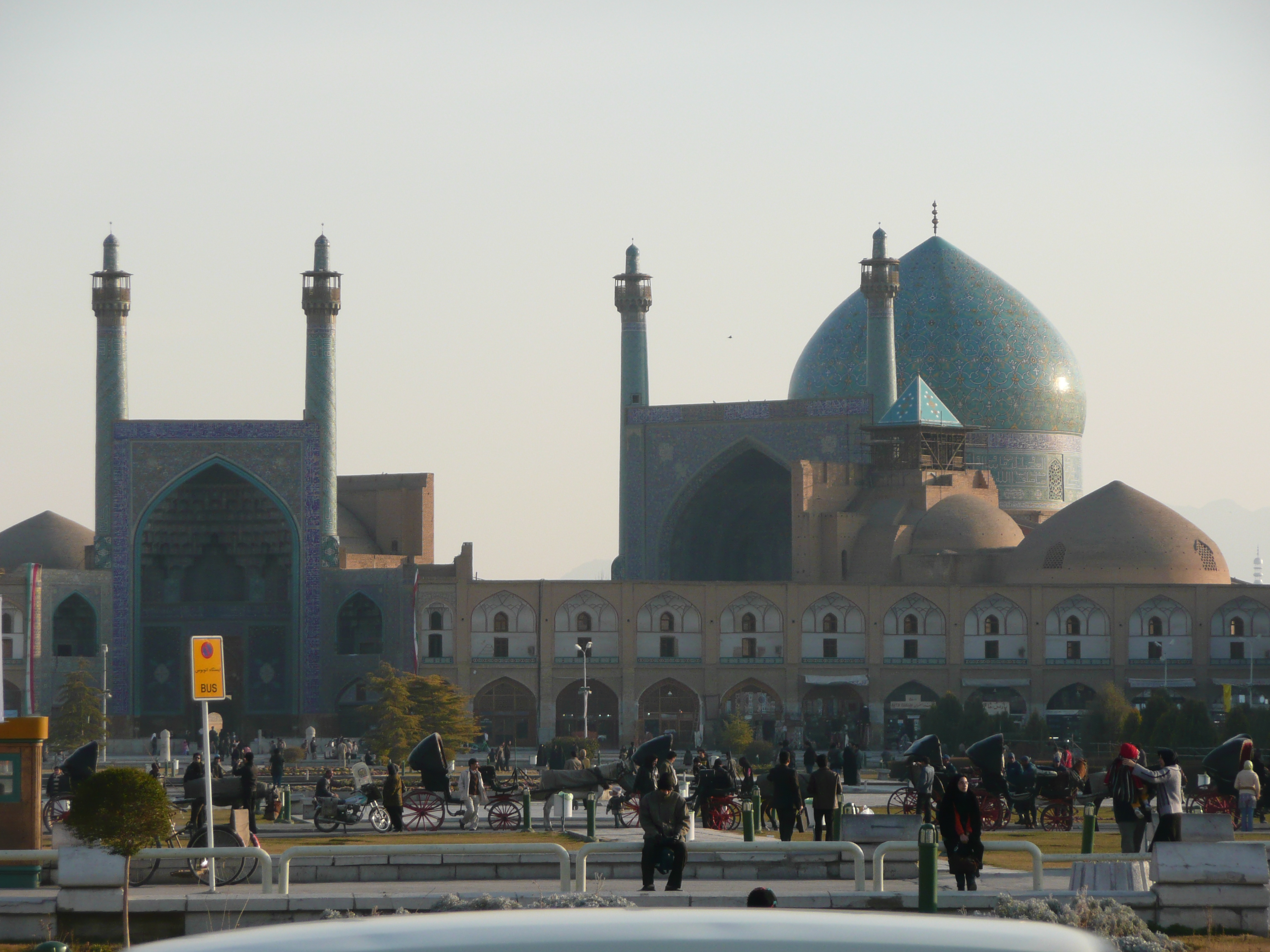
la mosquée du Chah, à Ispahan

L'islam est la religion de 99 % des Iraniens. 89 % sont chiites, et 10 % sunnites, souvent des Turkmènes, des Balouches et des Kurdes. Parmi les chiites, soit 90 % des Iraniens culturels tous se réclament du chiisme duodécimain.
La conquête islamique de la Perse a eu lieu entre 637 et 651. Elle mit fin à l'empire Sassanide, et entraîna le déclin de la religion zoroastrienne. Les réalisations des précédentes civilisations perses n'ont pas disparu, mais ont plutôt été absorbées par l'islam. Depuis lors, l'islam est devenue la religion officielle de l'Iran, avec cependant une courte éclipse après le raid Mongol et l'établissement de l'Ilkhanat au XIIIe siècle. L'Iran est devenu une république islamique après la révolution de 1979. L'Iran fait partie de l'OCI depuis la fondation de celle-ci en 1969.
Bien que l'Iran soit réputé aujourd'hui comme la nation phare du chiisme dans le monde, la foi chiite ne s'y développa qu'au XVe siècle. C'est la dynastie safavide qui fit du chiisme la religion d'État et l'imposa dans la population. Il semble qu'au milieu du XVIIe siècle, la plupart des Perses étaient devenus chiites. Les siècles suivants virent l'émergence d'une synthèse entre la culture perse et l'islam chiite.

## Histoire

### La conquête islamique de la Perse

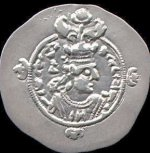
pièce du règne de Yazdgard III

Les musulmans ont envahi la Perse à l'époque du calife Omar, en 637, et l'ont conquise après plusieurs grandes batailles. Le souverain Yazdgard III dut fuir vers le district de Merv, puis à Balkh, avant d'être assassiné en 651. En 674, les musulmans avaient conquis la province du grand Khorasan, ce qui représente le Khorasan iranien actuel, l'Afghanistan et la Transoxiane.
Sous le calife Omar et ses premiers successeurs, les conquérants arabes cherchèrent à maintenir leur cohésion culturelle et politique malgré l'attraction que représentait la civilisation qu'ils avaient conquise. Ils n'ont pas cherché à convertir les masses à l'islam. En revanche, ils ont cherché à imposer la langue arabe dans cette nouvelle région de l'empire. Mais le moyen-persan s'est montré endurant et a simplement évolué en intégrant des mots arabes. Les conquérants s'étaient installés dans les villes de garnison plutôt que dans le reste du pays. Tous les sujets non musulmans, ou dhimmis, devaient payer un impôt spécial, la jizya, un impôt local calculé par individu et variant selon le nombre d'hommes capables de combattre.
Malgré les transformations culturelles fortes et de sa grande pénétration, le phénomène de conversion de la Perse à l'islam a été remarquablement peu étudié par les chercheurs. Des recherches récentes ont néanmoins permis d'établir une chronologie générale du processus de conversion des Perses à l'islam. À partir de l'étude des dates probables des conversions individuelles fondées sur les généalogies des dictionnaires biographiques, Richard Bulliet a suggéré que la conversion des Perses a été graduelle et limitée jusqu'à la fin de la période omeyyade (année 132 de l'Hégire ou 750 apr. J.-C.), puis que le nombre de conversions a rapidement augmenté après la révolution abbasside, de sorte qu'à l'époque où les dynasties régionales se sont établies à l'Est, au moins 80 % des Iraniens étaient devenus musulmans. Les données de l'étude de Bulliet sont limitées par le fait qu'il s'agit de conversions formelles et totales à l'islam, dans un environnement urbain. La situation peut avoir été différente dans les régions rurales et certaines régions particulières, mais le schéma général correspond bien à ce qui peut être déduit des sources historiques. Même si dans certaines régions comme le Chiraz à l'époque de la visite d'Al-Maqdisi en 985, il a pu y avoir une forte minorité non musulmane, il est raisonnable de supposer que la culture perse dans son ensemble est devenue islamique pendant la période suggérée par les recherches de Bulliet. Par ailleurs, ce processus d'islamisation de la Perse a commencé par les Perses situés en Arabie.

### L'islamisation de l'Iran

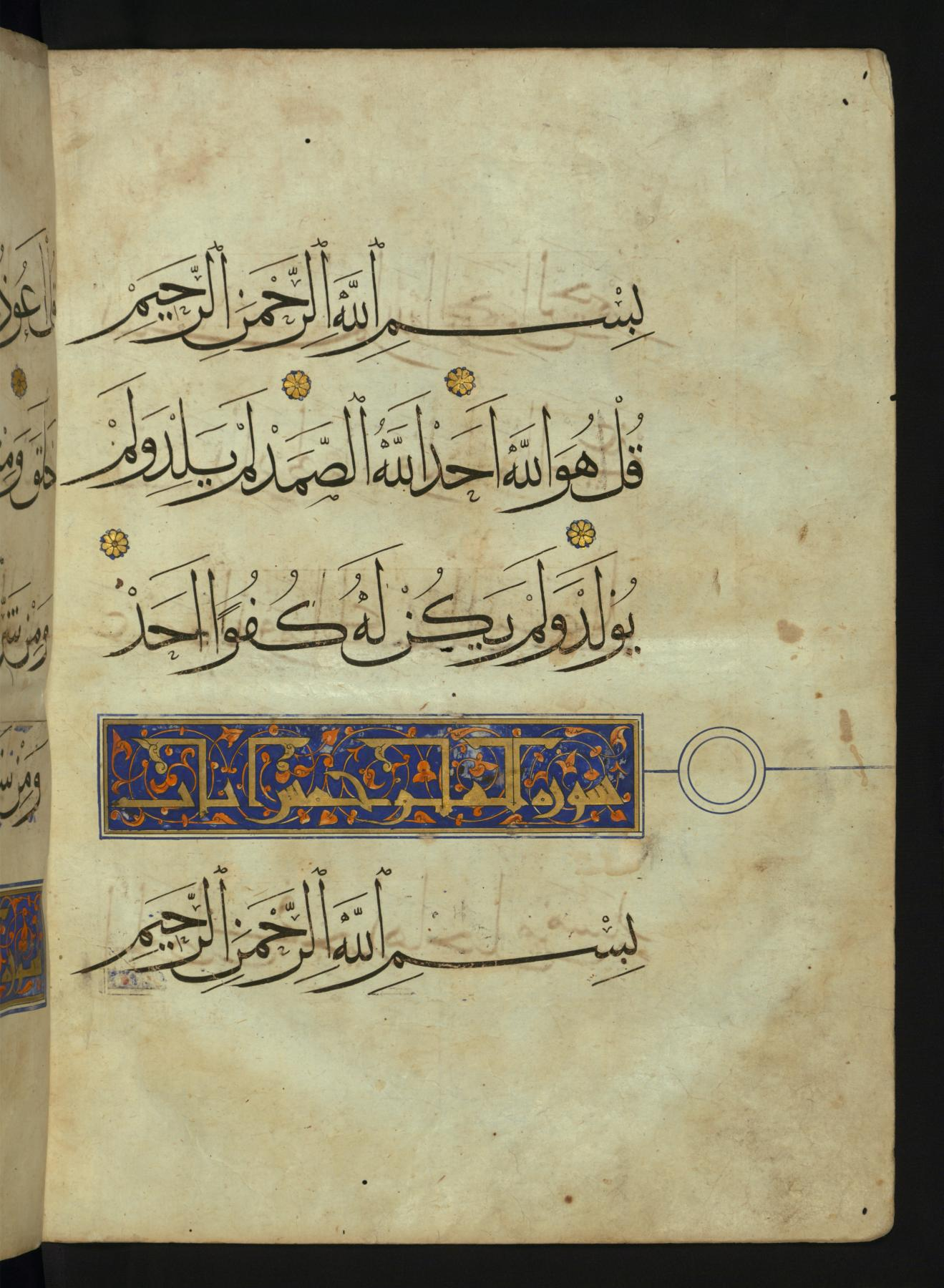
Coran illuminé de la période timouride

À la suite de la révolution abbasside entre 749 et 751, où les Perses convertis à l'islam jouèrent un grand rôle, le centre du gravité du califat se déplaça vers l'Est, en Mésopotamie, et subit une influence iranienne importante. En conséquence de cela, la population musulmane en Perse passa d'environ 40 % au milieu du IXe siècle à près de 100 % à la fin du XIe siècle. Les missionnaires musulmans n'ont pas rencontré de difficultés profondes à annoncer la foi islamique aux zoroastriens car il y avait des similitudes entre les deux fois. D'après Thomas Walker Arnold, pour les Perses, il s'agissait de rencontrer Ahura Mazda et Ahriman sous les noms d'Allah et d'Iblis Dans leurs efforts pour obtenir des conversions et renforcer l'observance de la prière, les chefs musulmans permirent, chose rare, que le Coran soit récité en persan plutôt qu'en arabe, de sorte que tout le monde puisse le comprendre. La première traduction complète du Coran fut achevée sous le règne de Samanides, au IXe siècle. Il semble que l'augmentation rapide des conversions à cette époque s'expliquât par la nationalité persane des dirigeants musulmans.
Bernard Lewis affirme que la Perse a été islamisée mais non arabisée. Selon lui, « les Perses sont restés perses. Après un moment de digestion de la conquête, la Perse a réémergé comme un élément séparé, différent et distinct au sein de l'Islam, ajoutant in fine une nouvelle composante à l'Islam lui-même. Culturellement, politiquement, et même religieusement, la contribution perse à la nouvelle civilisation islamique fut d'une importance énorme. Le travail des Perses peut être constaté dans de nombreux champ du développement culturel, comme la poésie arabe, où les poètes d'origine perse ont apporté une contribution significative. Dans un certain sens, l'Islam iranien constitua un second avènement pour l'Islam lui-même, un nouvel Islam appelé “islam-i Ajam”. C'est l'Islam perse plus que l'Islam arabe qui fut apporté dans les autres territoires et les autres peuples. Cet islam fut apporté aux Turcs, d'abord en Asie centrale puis au Moyen-Orient, sur le territoire de la Turquie actuelle, et jusqu'en Inde. Les Turcs ottomans apportèrent une forme de la civilisation iranienne jusqu'à Vienne. »

### La culture et la civilisation islamique en Iran

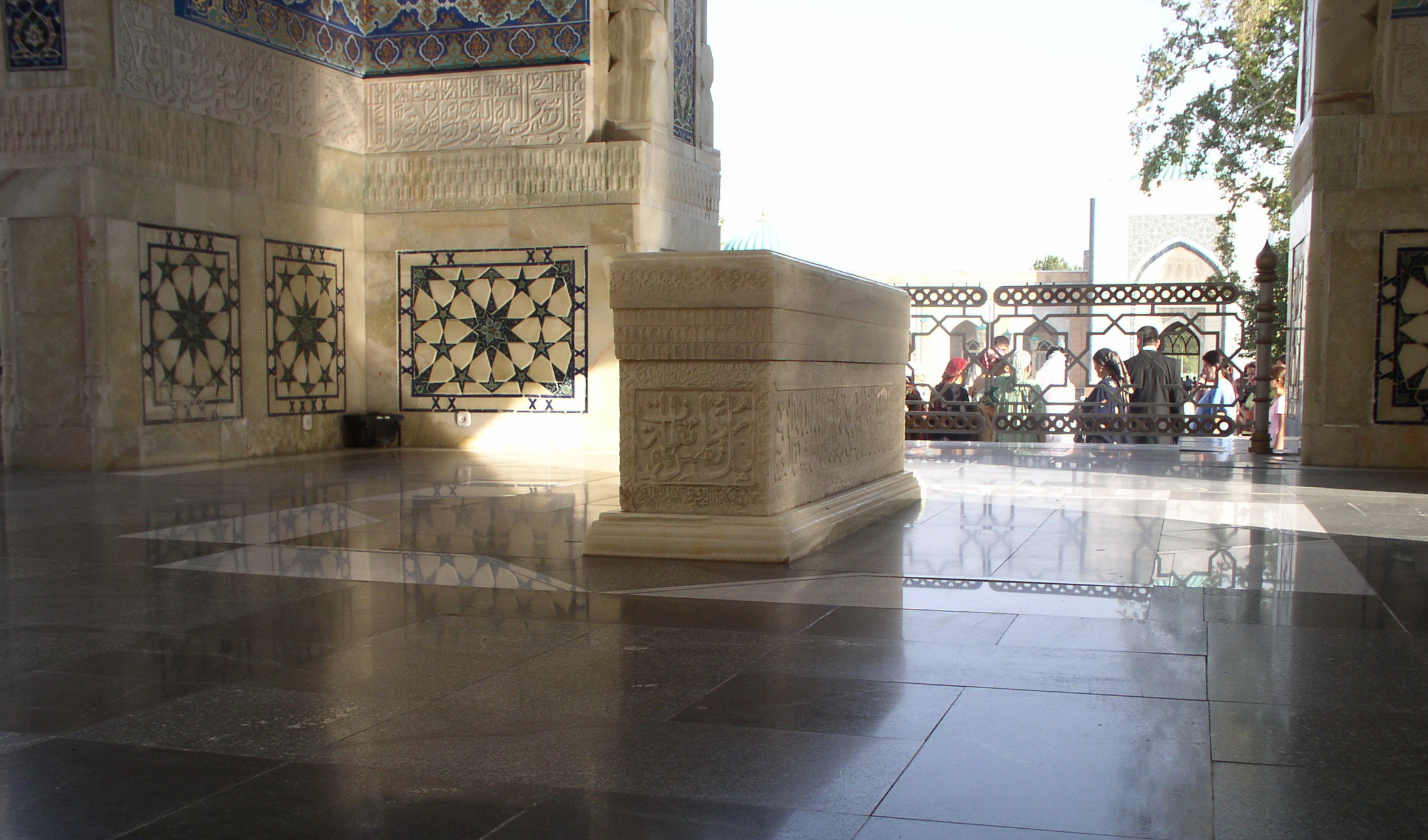
Mausolée de Boukhari à Samarcande

L'islamisation de l'Iran actuel produisit des transformations profondes dans les domaines culturel, scientifique et politique de la société perse. L'épanouissement de la philosophie, de la littérature, de la médecine et de l'art perses devinrent des éléments majeurs de la jeune civilisation musulmane. Héritant de siècles de civilisation, et au croisement de grandes cultures, l'Islam perse fit émerger ce qui culminera comme l'âge d'or islamique. Pendant cette période, des centaines de savants contribuèrent grandement à la technologie, à la science et à la médecine qui influenceront entre autres plus tard les européens lors de la Renaissance. Les plus importants savants de presque toutes les écoles de pensée étaient Perses ou vivaient en Iran. Dans les domaines religieux, on peut citer ibn Babuyeh, Yaqub Al-Kulayni, Al Boukhari, Mouslim, Hakim al-Nishaburi, collecteurs de hadiths, ou des théologiens chiites et sunnites comme le cheikh Tusi, Al-Ghazali, Fakhr ad-Din ar-Razi et Al-Zamakhshari. Dans les sciences profanes, les plus grands noms sont Al-Farabi, Avicenne, Nasir al-Din al-Tusi, et de grands cheikhs du soufisme comme Rumi et Abdul-Qadir Jilani.
Dans la Muqaddima, Ibn Khaldoun explique :
« C'est un fait remarquable que malgré quelques exceptions, la plupart des savants … dans les sciences intellectuelles ont été des non arabes. Ainsi, le fondateur de la grammaire fut Sibawayh, et après lui, al-Farsi et Az-Zajjaj. Tous étaient d'ascendance perse et ce sont eux qui ont inventé les règles de la grammaire [arabe]. De grands juristes ont été Perses. Seuls les Perses se sont engagés dans la préservation de la connaissance et dans l'écriture systématique du savoir. Ainsi la vérité de la déclaration du Prophète devient claire : « si l'enseignement étaient suspendu dans les plus hautes régions du ciel, les Perses l'auraient atteint. » Les sciences ont été le domaine réservé des Perses, alors que les arabes ne les ont pas cultivées… de même que tous les artisanats… Cette situation se prolongea tant que les Perses et les pays de culture perse conservèrent une culture sédentaire. »

### La primauté de l'arabe et le mouvement Shu'ubiya
Au IXe siècle et au Xe siècle, les sujets non arabes de l'oumma, surtout les Perses, créèrent un mouvement appelé Shu`ubiya en réponse au statut privilégié des Arabes dans l'empire. Ce mouvement conduisit à une résurgence de l'identité perse nationale. Tout en adoptant l'islam, les Perses ont continué au fil des siècles à protéger et à raviver au besoin leur langage et leur culture, selon le processus de persianisation. Des Arabes et des Turcs participèrent aussi à ce processus.
Comme le pouvoir des califes abbassides diminuait, un ensemble de dynasties vit le jour de part et d'autre de la Perse, avec finalement un pouvoir et une influence considérable. Parmi les dynasties les plus importantes, les Tahirides dans la Khorasan, entre 820 et 872, les saffarides dans le Sistan, entre 867 et 903, et les samanides entre 875 et 1005, issus du Bokhara. Les Samanides finirent par gouverner le territoire de l'Iran central au Pakistan. Au début du Xe siècle, les abbassides avaient quasiment perdu le contrôle de la partie de la Perse connue comme la dynastie Buwayhide (934 - 1055). Comme la plupart de l'administration abbasside était de toutes façons perse, les buwahyides, qui étaient des chiites jafarites, purent assumer sans encombre le véritable pouvoir à Bagdad.
La dynastie samanide fut la première dynastie complètement perse qui dirigea le pays depuis la conquête musulmane ; elle apporta un renouveau de la culture perse. Le premier grand poète perse après l'arrivée de l'islam fut Roudaki. Il est né à cette époque, et fut reconnu par les rois samanides. Cette dynastie remit à l'honneur les anciens festivals perses. Leurs successeurs, les ghaznévides, d'origine turque, poursuivirent le renouveau de la culture perse.

### Les sultanats sunnites

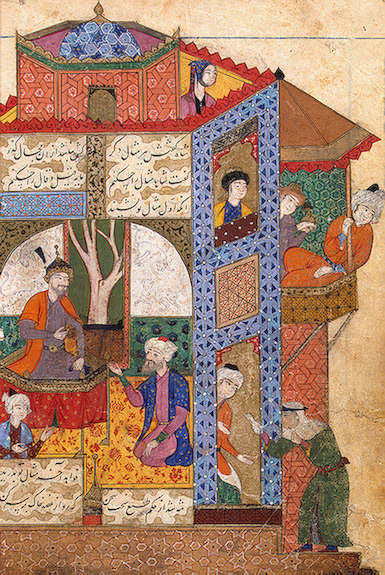
Mahmoud de Ghazni, fils du fondateur de la dynastie ghaznévide.

En 962, Alptegîn, gouverneur samanide, conquit Ghazni, dans l'Afghanistan actuel, et fonda la dynastie des ghaznévides, qui dura jusqu'en 1186. Ensuite, les seljoukides, Turcs comme les ghaznévides, conquirent la Perse petit à petit au cours du XIe siècle. Leur chef Tughril Beg mena la bataille contre les ghaznévides dans le Khorasan. Il se déplaça au Sud puis à l'Ouest, conquérant les cités sans les détruire. En 1055, le calife de Bagdad donna à Tughril Beg le titre de “Roi de l'Est”, ainsi que des présents. Sous le règne de son successeur, Malik Shah (1072–1092), l'Iran vécut une renaissance culturelle et scientifique grâce à la politique de son vizir Nizam al-Mulk. C'est aussi lui qui fit construire l'observatoire astronomique où Omar Khayyam réalisa la plupart de ses expérimentations pour la création d'un nouveau calendrier. Il fit construire également des écoles religieuses dans toutes les grandes villes. Il fut le mécène de Ghazali, l'un des plus grands théologiens de l'islam, ainsi que d'autres savants, qu'il fit venir à Bagdad.
Néanmoins, à l'époque de Malik Shah, la dynastie seldjoukide vécut une menace intérieure forte du fait de la secte ismaélienne des haschischins, qui agissait depuis Alamut, entre Rasht et Téhéran. Cette secte sanguinaire a contrôlé la région pendant environ 150 ans, envoyant de temps à autre ses adeptes pour assassiner des responsables politiques. Ce sont les hordes Mongoles de Hulagu, petit-fils de Gengis Khan, qui débarrasseront le pays de cette secte.

### Le chiisme en Perse avant les safavides
Bien que lors du schisme causé par le gouverneur de Syrie Muʿawiya Ier, qui contesta le dernier calife bien guidé Ali, les Perses prirent fait et cause pour Ali, c'est la foi sunnite qui a dominé pendant les neuf premiers siècles de l'islam en Perse. Il y eut toutefois des exceptions à cette domination générale, comme les zaïdites du Tabaristan, les buwayhides, le règne du sultan Muhammad Khudabanda (1304-1316), et la religion des Sarbadars. Quoi qu'il en soit, en dépit de cette domination des sunnites, il a existé des foyers chiites, de même que le chiisme imamite, ou le zaïdisme, qui prévalaient dans certaines parties de l'Iran actuel. Pendant cette période, le chiisme fut entretenu par les villes de Koufa, Bagdad, puis Nadjaf et Hilla.
Quatre étapes importantes marquent l'histoire de la conservation du chiisme. D'abord, la migration de membres de la tribu des acharites d'Irak vers la ville de Qom vers la fin du VIIe siècle, ce qui est la période d'établissement du chiisme imamite en Perse. Puis, l'influence de la tradition chiite de Bagdad et Nadjaf en Perse pendant les VIIIe siècle et IXe siècle. Ensuite, l'influence de l'école de Hilla sur la Perse au XIVe siècle, et enfin l'influence du chiisme de Jabal Amel et de Bahreïn sur la Perse à l'époque de l'établissement de la dynastie safavide.

### Le chiisme et les safavides

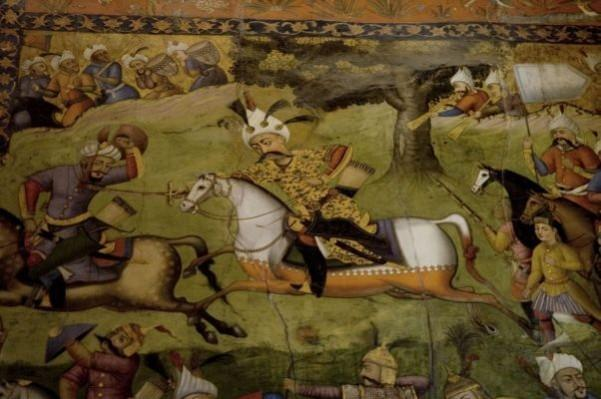
Le chah Abbas, figure emblématique de la dynastie safavide.

Les safavides firent du chiisme la religion nationale, formant un élément unificateur fort. Comme dans les premiers temps du califat, le pouvoir safavide était fondé à la fois sur la politique et la religion : le chah était à la fois roi et représentant d'Allah. Avec l'érosion progressive du pouvoir safavide central au milieu du XVIIe siècle, le pouvoir des érudits chiites s'est accru, de manière unique dans l'histoire du chiisme. Ils étaient juges, administrateurs ou fonctionnaires royaux. De même, les oulémas ont joué un rôle actif d'opposition au soufisme et aux autres formes de religion populaires, qui restaient fortes en Perse, renforçant un type de chiisme plus érudit dans les classes populaires. C'est à cette époque que se développa la ta'ziah, commémoration de l'assassinat de l'imam Husseïn et de sa famille, sous l'impulsion du clergé chiite. D'après Mortaza Motahhari, la majorité des Perses sont devenus chiites à partir de l'époque safavide. L'environnement perse était plus propice au développement du chiisme que d'autres parties du monde musulman. L'Iran est le seul pays où l'islam chiite pénétra autant la population. Ce sont les safavides qui firent de la Perse le bastion de l'islam chiite face aux assauts de l'islam sunnite orthodoxe, et ce sont eux aussi qui ont constitué les traditions culturelles et la conscience du peuple iranien actuel.
Selon le professeur Roger Savory :
« de nombreuses manières, les safavides ont joué un rôle sur le développement de l'État iranien moderne. Tout d'abord, ils ont assuré la continuité de nombreuses institutions perses anciennes, et les ont transmis sous une forme plus nationale. En second lieu, en imposant l'islam chiite de l'ithna 'achari en Perse comme religion de l'État safavide, ils ont favorisé l'ijtihad. De cette manière, ils ont trouvé un équilibre dans la bataille pour le pouvoir entre la bourgeoisie et la couronne, autrement dit entre les partisans d'un pouvoir séculier et ceux d'un pouvoir théocratique. En troisième lieu, ils ont posé les fondations d'une alliance entre le clergé et la bourgeoisie, qui joua un rôle important tant dans la révolution constitutionnelle perse de 1905 que dans la révolution islamique de 1979. Enfin, la politique conduite par le chah 'Abbas Ier a conduit à une administration plus centralisée. »

### L'ère moderne et la révolution islamique

L'ayatollah Khomeini.

Au XXe siècle, ballotté entre les intérêts russes et anglais, l'Iran subit des changements rapides de régimes, ce qui fit naître une résurgence de l'islam associée au nationalisme. Mais c'est Reza Khan, général cosaque, prit le pouvoir en 1908 avec l'aide des anglais, et fonda la dynastie pahlavie en 1925. Le pays se modernisa, s'occidentalisa et se sécularisa, attisant une vexation de l'islam. L'un des changements significatifs de l'islam en Iran lors de la première moitié du XXe siècle est la perte d'influence de la classe des ouléma, qui restaient néanmoins une force de l'Iran, étant autonomes par rapport à l'État. Les lois imposées par Reza Shah ont imposé le service militaire et un habillement de type européen. En outre, les madrasas sont devenues des écoles plus professionnelles, abandonnant l'éducation des masses au gouvernement séculier. L'astronomie ptolémaïque, la médecine d'Avicenne et l'algèbre d'Omar Khayyam ont été abandonnées.
La Révolution islamique (en perse : انقلاب اسلامی, Enghelābe Eslāmi), transforma le pays sous le gouvernement religieux de l'ayatollah Ruhollah Khomeini, son fondateur. Cet événement majeur « fit de l'islamisme une force politique depuis le Maroc jusqu'en Malaisie ».

## Situation actuelle

### Les différentes confessions musulmanes
Les musulmans sunnites constituent environ 9 % de la population iranienne. La majorité des Kurdes, et a priori tous les Baloutches et les Turkmènes sont sunnites, de même qu'une minorité des Arabes et quelques petites communautés perses dans le sud de l'Iran et le Khorasan. Dans les villes à population mixte de l'ouest de l'Azerbaïdjan, du golfe Persique, du Sistan et du Béloutchistan, les tensions entre chiites et sunnites existaient déjà avant la Révolution islamique, et perdurent avec le régime théocratique. Ces tensions religieuses augmentent lors des fêtes chiites, comme Mouharram.

### Le gouvernement islamique
L'Iran est une république islamique, ce qui signifie que sa constitution fait du chiisme duodécimain la religion d'État. Néanmoins, elle autorise d'autres écoles de jurisprudence, et leurs adeptes sont libres de pratiquer leurs propres rites religieux. Cette constitution reconnaît aussi les minorités religieuses zoroastrienne, juive et chrétienne, qui ont un statut de minorité protégée. Malgré tout, il existe des restrictions à cette liberté religieuse : les sunnites ne peuvent pas construire de mosquée à Téhéran car ils y sont minoritaires. Cependant, les mosquées et les madrassas sunnites en Iran ont été multipliées par dix, comme le constatent plusieurs oulémas sunnites, tel Abdolhamid Ismaeelzahi, qui affirme que le nombre de mosquées sunnites est passé de 1 000 à 10 000, et le nombre de madrassas sunnites de 20 à 200 entre 1979 et 2017. D’autres imams, directeurs et enseignants des madrassas et oulémas sunnites d’Iran ont même envoyé une lettre s'adressant à Shawki Allam Grand Mufti d’Egypte qui s’était préoccupé de la situation des sunnites après les attaques terroristes revendiquées par l’EI au Mausolée de l'ayatollah Khomeini le 7 juin 2017 par crainte qu’il y ait des représailles sur la minorité sunnite, pour l'inviter à venir en Iran et observer les réalités de la vie de la minorité sunnite dans le pays.
La distinction en quatre religions ignore les autres appartenances religieuses, comme les Bahaïs. Ces adeptes sont donc considérés comme des « infidèles non protégés » par la constitution, en conséquence de quoi ils sont objets de discrimination systématiques, sous couvert de complot contre la sécurité nationale. De même, l'athéisme est officiellement interdit. Chaque citoyen doit se déclarer comme membre d'une des quatre appartenances religieuses, sans alternative possible, faute de quoi il perd de nombreux droits. Le crime d'apostasie n'existe pas officiellement en Iran, mais la conversion à une religion autre que l'islam est très hostilement perçue. Néanmoins, le cas du pasteur Nadarkhani s'est avéré finalement positif : il a échappé à la peine de mort et a été acquitté.